# Cerro el Ciguatepe
 (novembre 2019).
Si vous disposez d'ouvrages ou d'articles de référence ou si vous connaissez des sites web de qualité traitant du thème abordé ici, merci de compléter l'article en donnant les références utiles à sa vérifiabilité et en les liant à la section « Notes et références ».
Le cerro el Ciguatepe est un stratovolcan du Nicaragua. Son nom signifie en espagnol « prince des volcans ». Il porte ce nom car selon une légende locale, un prince déchu y aurait trouvé refuge afin de se soigner des blessures subies pendant la bataille de Los Volcanos durant l'époque précolombienne. Après 6 mois d'exil, il se rendit à l'évidence et, ne pouvant pas reconquérir ses terres à cause de ses blessures et de son manque d'hommes, se jeta dans le cratère du volcan.
La dernière éruption du Ciguatepe eut lieu en mars 1857, et engendra une terrible famine au Nicaragua.